# Batalha de Triavna
A Batalha de Triavna ou Triávna (em búlgaro:  Битка при Трявна) foi travada em 1190 nas montanhas à volta da moderna cidade de Triavna, na Bulgária central. O resultado foi uma vitória do Império Búlgaro sobre o Império Bizantino que assegurou as conquistas da Revolta de Asen e Pedro de 1185.

## Origens do conflito
Depois de sua segunda campanha na Mésia e do infrutífero cerco de Lovech em 1187, o imperador bizantino Isaac II Ângelo foi forçado a firmar uma trégua, reconhecendo assim a independência de facto da Bulgária. Até 1189, a trégua foi observada pelos dois lados. Os búlgaros utilizaram este tempo para se organizarem militar e administrativamente. Quando os soldados da Terceira Cruzada alcançaram as terras búlgaras em Naísso, Asen e Pedro ofereceram 40 000 soldados para ajudar o imperador do Sacro Império Romano-Germânico Frederico I contra os bizantinos. Porém, as relações entre os cruzados e os bizantinos melhoraram e a proposta búlgara caiu no vazio.

## A batalha
Os bizantinos prepararam uma terceira campanha para se vingar contra as ações búlgaras. Como nas duas invasões anteriores, eles conseguiram atravessar os passos da cordilheira dos Bálcãs. Eles fingiram que iriam atravessar perto da costa em Pomorie, mas, ao invés disso, rumaram para o oeste e passaram através do passo de Rishki perto de Preslav. O exército bizantino marchou depois para oeste e cercou a capital búlgara de Tarnovo. Enquanto isso, a frota bizantina alcançou o Danúbio para interromper o avanço dos auxiliares cumanos do norte da Bulgária.
O cerco de Tarnovo foi um fracasso. A defesa da cidade era liderada pelo próprio Asen e, por isso, o moral das tropas estava no máximo. Já o moral bizantino estava baixo por diversas razões: a falta de vitórias, as pesadas baixas e, particularmente, o atraso no pagamento da tropa. Asen se aproveitou do fato enviando um agente fingindo ser um desertor ao acampamento bizantino. Ele contou a Isaac II que, apesar dos esforços da marinha bizantina, um enorme exército cumano conseguira atravessar o Danúbio e estava marchando em direção a Tarnovo para libertar a cidade. O imperador bizantino entrou em pânico e ordenou um imediato recuo para o passo mais próximo.
O imperador búlgaro deduziu que seria o passo de Triavna. Como o exército bizantino marchava lentamente para o sul, suas tropas e cortejo de bagagens se estendendo por quilômetros, os búlgaros alcançaram o passo antes e armaram uma emboscada a partir do terreno mais alto de um estreito cânion. A vanguarda bizantina concentrou seu ataque no centro da formação búlgara, onde os líderes estavam. Quando as duas forças principais se encontraram e o combate começou, os búlgaros, que estavam numa posição mais alta, atacaram os bizantinos com flechas e pedras. Em pânico, a formação bizantina se rompeu e começou uma desorganizada tentativa de recuar, incitando um ataque imediato dos búlgaros, que mataram todos os que encontraram. Isaac II escapou por pouco; sua guarda teve que abrir caminho a força entre suas próprias tropas para que ele pudesse fugir. O historiador bizantino Nicetas Coniates escreveu que apenas o imperador escapou e toda sua força foi aniquilada.
A batalha foi uma grande catástrofe para os bizantinos. O exército vitorioso capturou o tesouro imperial bizantino, incluindo o elmo de ouro dos imperadores, a coroa e a cruz imperial, que era considerada como o bem mais valioso dos monarcas bizantinos - um relicário de ouro puro contendo um pedaço da Vera Cruz. Ele foi atirado no rio por um clérigo bizantino, mas os búlgaros conseguiram recuperá-lo. Estes troféus posteriormente se tornaram o orgulho do tesouro búlgaro e eram desfilados em Tarnovo em ocasiões festivas.

## Resultado
A vitória foi muito importante para a Bulgária. Até aquele momento, o imperador oficial era Pedro IV, mas, depois das grandes vitórias de seu irmão, ele cedeu-lhe o poder e João Asen I foi coroado imperador no final do ano. Oficialmente, Pedro preservou seu título e continuou reinando em Preslav, mas o estado búlgaro era agora governado por João. Nos dois anos seguintes, ele libertou muitos territórios no oeste e sudoeste da Bulgária, incluindo Sófia e Naísso. Suas tropas saquearam a Trácia e os bizantinos nada podiam fazer para resistir aos ataques búlgaros.